# ФК Олдам атлетик
ФК Олдам атлетик (енгл. Oldham Athletic Association Football Club) је професионални фудбалски клуб удружења са седиштем у граду Олдхам, северозапад Енглеске. Тим се такмичи у Лиги 2, четвртом нивоу енглеског система фудбалске лиге, и игра домаће утакмице у Боундари Парку. Познати као "Латици", традиционално се играју у плавим мајицама. Клуб има ривалство познато као дерби А62 са оближњим градом Хадерсфилдом.
Историја Олдхам Атлетика почела је оснивањем Пајн Вила Ф.Ц. 1895, тим који је играо у Манчестер и Ланкашир лигама. Када су ривали округа Олдхам 1899. пресавили, Пајн Вила се преселила на њихов стадион и променила име у Олдхам Атлетик.Освојили су титулу Ланкшир комбинације 1906–07 и изабрани су у Фудбалску лигу. Победили су у Другој дивизији 1909.-10. И завршили друго место у Првој дивизији 1914.-15., Пре него што су изашли 1923. године. крају кампање 1952-53, да би се вратила у наредну годину. Смештени у Четврту дивизију, они су обезбедили промоцију 1962-63, и поново 1970-71 након поновног испадања 1969.
Под вођством Џими Фризела Олдхам је освојио титулу треће дивизије 1973–74. Наследио га је Џое Ројл, који је такође имао 12-годишњи период у којем је Олдхам дошао до финала Лигашког купа 1990. године, пре него што је освојио 1990.-1991. први пут у 68 година. Олдхам је био члан оснивача Премијер лиге 1992. године, али је испао две године касније и пао на трећи ниво до 1997. године. Клуб је завршио дужи боравак у сезони 21 у трећем слоју - који је обухватао бројне финансијске кризе - са испадањем из лиге Један 2018. године.

## Историја

### Рана историја
Фудбалски клуб Пајн Вила основан је 1895. године, иако је клуб променио изглед и име 1899. године у Олдхам Атлетик фудбалски клуб. Клуб је одмах стекао професионални статус и играо у Ланкшире комбинацији и Ланкшире лиги. За разлику од многих клубова, Олдхем Атлетик је добио брзи успех и добио признање у фудбалској лиги 1907–08. После три године у Другој дивизији, Латикс је напредовао у прву дивизију.
У року од неколико сезона, Олдхем је најавио озбиљне кандидате, завршивши четврти у лиги у 1912-13, и достигавши полуфинале купа у истој сезони, изгубивши 1: 0 наспрам Астон Виле. 1914–15, Латикс је стигао до четвртфинала ФА купа, али су поново били избачени након понављања 0: 3 против Шефилд Јунајтеда. У лиги те сезоне су скоро сви победили; Латици су изгубили лигу за један бод, што је ближе што су икада дошли до освајања лиге. Рани успех латика био је заустављен само у Првом светском рату.

### Међуратне борбе
После повратка такмичарског фудбала после Првог светског рата, Олдхам Атлетик се борио да пронађе свој рани успех пре него што су се вратили у Другу дивизију 1923. - то би било још 68 година пре него што су поново играли фудбал у дивизији.
Многи играчи из њихових бивших одреда су се или повукли из фудбала или су погинули у рату. Њихов највећи успех је дошао у сезони 1929–30, пошто су завршили на трећем месту, промашивши промоцију завршивши два бода иза Челсија. Од тада су полако али сигурно пали низ табелу, док их коначни пласман од 21. на крај сезоне 1934-35 није видио у трећој дивизији Север. Сматрали су да је живот у овој новој дивизији много више по вољи, долазећи седми у својој првој сезони и пратећи ово са три сезоне у првих пет. Промоција назад у Другу дивизију изгледала је као да је то можда само могућност, али избијање Другог светског рата 1939. године је довело до краја Лиге фудбала. Уговори играча су прекинути, а ослањајући се углавном на госте, клуб је требало да игра у ратној Северној лиги до августа 1946. године.

### Послератно стање
После повратка такмичарског фудбала, Олдхам Атлетик није требало одмах да успе. По завршетку рата завршили су 19. у првој сезони, а менаџер Френк Вомак је дао оставку. Упркос томе што је постигао респектабилније 6. место под његовим наследником Билијем Вутоном 1949. године, тек у именовању Георгеа Хардвика као играча-менаџера у студеном 1950. године, клуб је пронашао праву форму.
Хардвиков састанак је дошао по цени, уз накнаду за трансфер од 15.000 фунти плаћену Мидлсбру. То је у то време било огромно, посебно за клуб треће дивизије, али то је било да се подигне град и његови навијачи, који су се сада радовали сусрету са човеком који је био капетан Енглеске само две године раније задужен за своје клубова богатства. У Хардвиковом првом пуном делу сезоне, завршили су четврти након што су били на врху табеле дуже време. Домаћа врата остала су висока, са невероватних 33,450 гледања победе од 1: 0 над локалним ривалом Стокпортом у марту 1952. године, након што је јануарска игра на снегу успоставила нови рекорд у бодовима када је Шестер побеђен 11-2. Након тога, Олдхам Атлетик је поносно завршио шампионе дивизије и освојио промоцију у другу лигу. Са старењем и мало новца за регрутовање, сезона која је уследила била је велико разочарење. Освојено је само осам утакмица, Олдхам је завршио на последњем месту и брзо се вратио у Трећу дивизију Север, где је прва једнако разочаравајућа сезона видела да су завршили не више од 10-те.
Хардвик је поднео оставку 1955. године и између 1960. и 1960. су наставили да се боре, завршивши испод 20 најбољих у три наврата. Са петнаестим завршетком 1958-59, Олдхам је постао оснивач новоформиране Четврте дивизије. У наредној сезони завршили су на 23. позицији - њиховој најнижој позицији у целој лиги, и морали су се пријавити за реизбор, који су прошли док је Лига одлучила да испусти Гејтсхед, који је завршио изнад њих, у корист новопридошлих Питерборо јунајтед.
Кен Бејтс је ушао у Олдхам Атлетик почетком шездесетих година и заједно са именовањем менаџера Џек Ровлеја, богатство клуба се окренуло на боље. Током сезоне 1962–63, Олдхем Атлетик је поново добио промоцију у Трећу дивизију, док је Ровлеј отишао као менаџер. Током следећих шест сезона, Олдхем се борио са доследношћу у лиги и на позицији менаџера - док су Лес МекДовал, Гордон Хурст и МекИлро све време проводили на руководећој позицији.
1968-69, Џек Ровлеј се још једном вратио као менаџер. Својом неконзистентношћу, Ровлеј и Бејтес нису могли спасити клуб од последњег места и неизбежног испадања. Средином сезоне 1969-70, Ровлеј и Бејтес су напустили клуб док је Џими Фризел постао Латикс менаџер - позицију коју је држао у наредних 13 сезона.

## Стадион
Након играња на првобитно званом Атлетском терену, Боундари Парк је отворен за Олдхамов први фудбалски клуб - Олдхам Каунти Ф.Ц. Године 1899., након што је Жупанија пресавила, Пајн Вила се преселила у земљу и преименовала клуб и стадион. Стадион се налази на страни Олдхама у споју Олдхам, Шадертон и Ројтон, и има тренутни капацитет од 13,512. Пре рушења северног штанда 2008. године, стадион је имао капацитет од 13.624. Нови северни штанд је недавно отворен са много нових објеката.
Рекордна посета је 47,671 током ФА купа између Олдхама и Шефилда у среду 1930. - капацитет терена у то време износио је скоро 50.000.
У фебруару 2006. године, клуб је представио планове за реконструкцију стадиона. Одлука је поништена уз дозволу да се читав терен реновира. Очекивало се да ће земља имати најмање 16.000 и да ће коштати око 80 милиона фунти. 5. септембра 2008. године, због економских проблема у Енглеској развој стадиона је привремено заустављен.
Дана 22. јула 2009, клуб је представио планове за потпуно нови стадион од 20 милиона фунти у Фаилсвортху. Клуб је склопио уговор са компанијом БАЕ Систем о куповини земљишта од 30 хектара (120.000 m²), на којем клуб планира да изгради почетну арену капацитета 12.000 m², заједно са другим објектима за слободно време и корпоративне објекте. Касније су понудили клубу 5,7 милиона фунти да помогну у поновном развоју граничног парка, што би укључивало изградњу новог северног штанда на месту некадашњег штанда на Бродвеју. 
Почетни припремни радови почели су на локацији за нови северни штанд у парку Боундари средином маја 2013. године. Штанд има капацитет од 2.671 за гледаоце и садржи разне друге садржаје који не спадају у дане, као што су здравствени и фитнес сјут и бар за навијаче. Нови Северни штанд је делимично отворен против Шевилд Јунајтеда 17. октобра 2015. године, са максималним капацитетом и корпоративним објектима у употреби 26. децембра 2015.

## Подршка и ривалство
Боундари Парк је удаљен мање од 16 km (9,9 mi) од оближњих стадиона у Рокдејлу, Манчестер Ситију, Бурију и Манчестер Јунајтеду, а сви стадиони у Стокпорту, Хадерсфилд Тауну, Халифак Тауну, Бурнлију, Болтон Вондерерс, Акрингтон Станлеј и Блекберн роверс у близини од 32 километра.
Иако традиционалнији локални ривали као што су Болтон Вондерерс, Хадерсфилд Таун, Блекберн Роверс и Стокпорт Каунти више нису регуларни противници, Латици настављају да одржавају ривалство са суседима Рошдалеом и Буриом.
Не воли Манчестер Јунајтед и Манчестер Сити су такође чести и често замрачују традиционална ривалства међу присталицама Олдхама. Ово је у великој мери подстакнуто Олдхамовом близином Манчестеру, са значајним бројем људи који су одлучили да подрже један од клубова у Манчестеру, а не њихов локални клуб. Непристојност према Манчестер Јунајтеду је такође делимично подстакнута ФА Куп полуфиналним састанцима 1990. и 1994. године, од којих је Олдхам изгубио оба у понављању.
Насупрот томе, Олдхам Атлетик има дугогодишње пријатељство са Ајнтрахтом у Немачкој. Ајнтрахт Франкфурт има малу пратњу која често путује до Олдхам Атлетик игара у Боундари Парку.